# جفری اس فلچر
جفری اس فلچر (انگلیسی: Geoffrey S. Fletcher؛ زادهٔ ۴ اکتبر ۱۹۷۰) یک فیلم‌نامه‌نویس، و کارگردان اهل ایالات متحده آمریکا است.